# مارک ریسمان
مارک ریسمان (انگلیسی: Marc Rissmann) بازیگر اهل آلمان است.
از فیلم‌ها یا برنامه‌های تلویزیونی که وی در آن نقش داشته‌است می‌توان به آماتور، ۱۸۸۳، بازی تاج‌وتخت، در بدلندز، ارباب، ساکن برج بلند، آخرین پادشاهی و ناقوس‌ها اشاره کرد.